# جورج آگوست والین
جورج آگوست والین (انگلیسی: Georg August Wallin، همچنین فنلاندی: Yrjö Aukusti Wallin, مشهور به عبدالوالی;; ۲۴ اکتبر ۱۸۱۱ – ۲۳ اکتبر ۱۸۵۲) جهانگرد، زبان‌شناس، و استاد اهل فنلاند بود.

## یادبود
محمدرضا شاه پهلوی در ۲ تیر ۱۳۴۹ در سفر به هلسینکی از والین به این شکل یاد کرد:
«همچنین باید از والین خاورشناس معروف فنلاندی نام برد که یکصدوبیست سال پیش در اصفهان زبان فارسی آموخت و مکتب ایران‌شناسی فنلاند را با آموزش زبان و ادبیات پارسی به بسیاری از دانشمندان این کشور بنیاد نهاد.»